# Mango, Togo
Mango (trước đây mang tên Sansanné-Mango) là một thành phố ở vùng Savanes, Togo. Vào năm 2007, dân số thành phố là 41.464 người. Mango nằm cách biên giới với Ghana khoảng 26 km về phía tây.

## Lịch sử
Trong thập niên 1890, thành phố này trở thành một phần của thuộc địa Togoland do Đế quốc Đức quản lý. Vào tháng 1 năm 1895, Hans Gruner đã ký kết một hiệp ước bảo hộ với thủ lĩnh bản xứ của Mango để thám hiểm khu vực này. Đến năm 1914, một trạm điện báo và cơ sở nghiên cứu khí tượng đã được thành lập tại đây. Mango là trung tâm hành chính của vùng Savanes cho đến cuối những năm 1970, khi vị trí này bị thay thế bởi Dapaong.

## Địa lý
Mango nằm cách thủ phủ vùng Dapaong khoảng 75 km, gần vườn quốc gia Kéran. Vị trí này cách mực nước biển 252 m (830 ft). Sông Oti đóng vai trò cung cấp nước sinh hoạt cho thành phố.

### Khí hậu
Mango có khí hậu xavan (phân loại khí hậu Köppen Aw).
| Dữ liệu khí hậu của Mango                | Dữ liệu khí hậu của Mango | Dữ liệu khí hậu của Mango | Dữ liệu khí hậu của Mango | Dữ liệu khí hậu của Mango | Dữ liệu khí hậu của Mango | Dữ liệu khí hậu của Mango | Dữ liệu khí hậu của Mango | Dữ liệu khí hậu của Mango | Dữ liệu khí hậu của Mango | Dữ liệu khí hậu của Mango | Dữ liệu khí hậu của Mango | Dữ liệu khí hậu của Mango | Dữ liệu khí hậu của Mango |
| Tháng                                    | 1                         | 2                         | 3                         | 4                         | 5                         | 6                         | 7                         | 8                         | 9                         | 10                        | 11                        | 12                        | Năm                       |
| ---------------------------------------- | ------------------------- | ------------------------- | ------------------------- | ------------------------- | ------------------------- | ------------------------- | ------------------------- | ------------------------- | ------------------------- | ------------------------- | ------------------------- | ------------------------- | ------------------------- |
| Cao kỉ lục °C (°F)                       | 40.9 (105.6)              | 41.9 (107.4)              | 44.4 (111.9)              | 42.1 (107.8)              | 41.0 (105.8)              | 38.0 (100.4)              | 36.0 (96.8)               | 34.2 (93.6)               | 34.4 (93.9)               | 37.2 (99.0)               | 39.0 (102.2)              | 39.6 (103.3)              | 44.4 (111.9)              |
| Trung bình ngày tối đa °C (°F)           | 36.0 (96.8)               | 37.8 (100.0)              | 39.1 (102.4)              | 38.0 (100.4)              | 35.5 (95.9)               | 32.2 (90.0)               | 30.5 (86.9)               | 29.5 (85.1)               | 30.6 (87.1)               | 32.9 (91.2)               | 35.7 (96.3)               | 35.6 (96.1)               | 34.5 (94.1)               |
| Trung bình ngày °C (°F)                  | 26.8 (80.2)               | 29.4 (84.9)               | 31.5 (88.7)               | 31.4 (88.5)               | 29.6 (85.3)               | 27.5 (81.5)               | 26.4 (79.5)               | 26.0 (78.8)               | 26.4 (79.5)               | 27.9 (82.2)               | 27.9 (82.2)               | 26.7 (80.1)               | 28.1 (82.6)               |
| Tối thiểu trung bình ngày °C (°F)        | 18.0 (64.4)               | 21.0 (69.8)               | 24.4 (75.9)               | 25.3 (77.5)               | 24.1 (75.4)               | 22.5 (72.5)               | 21.9 (71.4)               | 21.9 (71.4)               | 21.6 (70.9)               | 21.7 (71.1)               | 19.4 (66.9)               | 18.1 (64.6)               | 21.5 (70.7)               |
| Thấp kỉ lục °C (°F)                      | 12.1 (53.8)               | 15.0 (59.0)               | 18.0 (64.4)               | 18.2 (64.8)               | 18.9 (66.0)               | 18.8 (65.8)               | 18.8 (65.8)               | 19.5 (67.1)               | 17.4 (63.3)               | 17.8 (64.0)               | 14.5 (58.1)               | 13.8 (56.8)               | 12.1 (53.8)               |
| Lượng Giáng thủy trung bình mm (inches)  | 0.23 (0.01)               | 4.13 (0.16)               | 28.58 (1.13)              | 66.07 (2.60)              | 106.12 (4.18)             | 136.62 (5.38)             | 195.87 (7.71)             | 236.70 (9.32)             | 235.51 (9.27)             | 69.10 (2.72)              | 5.53 (0.22)               | 3.40 (0.13)               | 1.087,9 (42.83)           |
| Số ngày giáng thủy trung bình (≥ 1.0 mm) | 0                         | 1                         | 2                         | 4                         | 7                         | 10                        | 12                        | 14                        | 15                        | 6                         | 0                         | 0                         | 71                        |
| Độ ẩm tương đối trung bình (%)           | 27                        | 28                        | 40                        | 58                        | 69                        | 78                        | 83                        | 85                        | 84                        | 77                        | 54                        | 35                        | 59                        |
| Số giờ nắng trung bình tháng             | 270.0                     | 247.1                     | 253.9                     | 237.3                     | 250.1                     | 214.4                     | 169.4                     | 147.2                     | 171.7                     | 256.2                     | 271.4                     | 257.7                     | 2.746,4                   |
| Nguồn 1: Deutscher Wetterdienst          |                           |                           |                           |                           |                           |                           |                           |                           |                           |                           |                           |                           |                           |
| Nguồn 2: NOAA                            |                           |                           |                           |                           |                           |                           |                           |                           |                           |                           |                           |                           |                           |

## Kinh tế
Thành phố này là một trung tâm thương mại lớn trong vùng. Các mặt hàng được buôn bán chủ yếu là gia súc và lạc.

## Giao thông
Mango nằm trên tuyến đường chính dẫn đến nước láng giềng Burkina Faso. Thành phố cũng có một sân bay nhỏ.